# 南岭乡 (莲花县)
南岭乡，是中华人民共和国江西省萍乡市莲花县下辖的一个乡镇级行政单位。

## 行政区划
南岭乡下辖以下地区：
塘边村、圳头村、长埠村、超村、湾源村、四桂村、砚溪村和岭水村。